# Jesús Martínez Ross
Jesús Martínez Ross (Chetumal, Quintana Roo; 7 de mayo de 1934) es un político y abogado mexicano, miembro del Partido Revolucionario Institucional. Entre 1975 y 1981 fue el Primer Gobernador Constitucional del Estado de Quintana Roo.

## Biografía
Jesús Martínez Ross nació en la ciudad de Chetumal cuando esta aún se denominaba Payo Obispo y era parte del estado de Campeche al encontrarse suprimido el Territorio de Quintana Roo, inició sus estudios primarios en la misma ciudad de Chetumal, realizó los de secundaria en Mérida, Yucatán y luego en la Escuela Nacional Preparatoria en la Ciudad de México, donde también ingresó en la Universidad Nacional Autónoma de México, de la que egresó como abogado. En la Ciudad de México fue funcionario del Departamento del Distrito Federal y fundador del Frente Cívico y Social Quintanarroense y junto a Carlos Gómez Barrera y otros, de la Fraternidad Quintanarroense.
El 28 de julio de 1965 fue nombrado Agente del Ministerio Público de fuero común en Quintana Roo, cargo que ocupó hasta 1971, fue además secretario general del comité territorial del PRI en 1968, oficial mayor del gobierno del territorio en 1971 y en 1973 fue elegido diputado federal por el Distrito Electoral Único de Quintana Roo a la XLIX Legislatura, donde fue activo promotor de la conversión de Quintana Roo en estado de la federación el 8 de octubre de 1974, en 1975 se separó del cargo de diputado federal y fue postulado candidato del PRI a gobernador de Quintana Roo, siendo electo en las primeras elecciones a gobernador, en ellas obtuvo 41,165 votos que representaron el 98.9% de los votos, su único oponente, Antonio C. Miselem Asfura, postulado por el Partido Popular Socialista recibió 443 votos.

### Gobernador de Quintana Roo
Asumió como primer Gobernador de Quintana Roo el 5 de abril de 1975, durante su gobierno se establecieron la totalidad de la administración del nuevo estado, así como inició el desarrollo del nuevo centro turístico de Cancún al norte del estado, así como la fundación del Instituto Tecnológico de Chetumal. Al término de su periodo de gobierno se retiró de actividad política. En el gobierno de su sucesor, Pedro Joaquín Coldwell, su sobrino Erick Paolo Martínez se desempeñó como Secretario de Desarrollo Económico hasta su fallecimiento el 8 de febrero de 1985.
Muchos años después, en 2004 renunció públicamente al PRI para incorporarse al partido Convergencia, sin embargo, en 2006 renunció a su vez a este partido para volver una vez más al PRI al apoyar las candidaturas de Pedro Joaquín Coldwell y Eduardo Espinosa Abuxapqui, candidatos a senador de la república y diputado federal por el II Distrito Electoral Federal de Quintana Roo respectivamente, en las elecciones federales de ese año.